# Благодаровка (Омская область)
Благода́ровка — село в Одесском районе Омской области. Административный центр и единственный населённый пункт Благодаровского сельского поселения.

## География
Село находится на расстоянии примерно 20 км к юго-востоку от села Одесское, административного центра района, и 100 км к югу от города Омск, административного центра области.

### Часовой пояс
Село Благодаровка, как и вся Омская область, находится в часовой зоне МСК+3. Смещение применяемого времени относительно UTC составляет +6:00.

## История
Основано в 1900 году. В 1928 году село Благодаровка № 7 состояло из 249 хозяйств, основное население — украинцы. В административном отношении являлось центром Благодаровского сельсовета Одесского района Омского округа Сибирского края.

## Население
| 1926 | 2010 | 2011 | 2012 | 2013 | 2014 | 2015 |
| ---- | ---- | ---- | ---- | ---- | ---- | ---- |
| 1426 | ↘889 | →889 | ↘883 | ↘877 | ↘873 | ↘867 |
| 2016 | 2017 | 2018 | 2019 | 2020 | 2021 | 2023 |
| ↗892 | ↘879 | ↘866 | ↘844 | ↘843 | ↘707 | ↘678 |